# Clepsis rurinana
Clepsis rurinana es una especie de polilla del género Clepsis, categorizada en la tribu Archipini, de la subfamilia Tortricinae.

## Distribución
Se distribuye por Francia, Rusia, Suecia y Bélgica.

## Taxonomía
Fue descrita por Linnaeus en 1758 y publicada en (Phalaena (Tortrix)), Systema Naturae (10th ed.): 823.